# Ivànivka (Saki)
Ivànivka - Іванівка (ucraïnès) - és un poble a la República Autònoma de Crimea a Ucraïna, que el 2014 tenia 2.055 habitants. Pertany al districte rural de Saki.